# Казмирчук Володимир Дмитрович
Володимир Дмитрович Казмирчук (1934, село Панасівка Любарського району, тепер Житомирського району Житомирської області — ?) — радянський діяч, бригадир комплексної бригади бетонярів Управління будівництва будівлі Братської гідроелектростанції (ГЕС) Іркутської області. Депутат Верховної ради СРСР 6-го скликання.

## Біографія
Народився в родині робітника. Освіта середня.
У 1952—1954 роках — слюсар автобази тресту «Дзержинськруда» Міністерства чорної металургії СРСР у місті Кривому Розі Дніпропетровської області.
У березні 1954 року за комсомольською путівкою виїхав освоювати цілинні землі в Східно-Казахстанській області Казахської РСР, де працював до жовтня 1954 року причіплювачем Булаївської машинно-тракторної станції (МТС).
У жовтні 1954 — листопаді 1957 року — в Радянській армії.
У листопаді 1957—1958 роках — робітник на підбірці скелі, бурильник, бригадир бригади бурильників Управління будівництва Братської гідроелектростанції (ГЕС) Іркутської області.
З 1958 року — бригадир комплексної бригади бетонярів та опалубників Управління будівництва будівлі Братської гідроелектростанції (ГЕС) Іркутської області.
Обирався членом Іркутського обласного комітету ВЛКСМ та делегатом XIV з'їзду ВЛКСМ. Член КПРС з 1963 року.